# Madagaszkári gyümölcsgalamb
A madagaszkári gyümölcsgalamb vagy madagaszkári kék galamb (Alectroenas madagascariensis) a madarak osztályának galambalakúak (Columbiformes) rendjébe és a galambfélék (Columbidae) családjába tartozó faj.

## Rendszerezése
A fajt Carl von Linné svéd természettudós írta le 1766-ban, a Columba nembe Columba madagascariensis néven. Egyes szervezetek a Ptilinopus nembe sorolják Ptilinopus madagascariensis néven.

## Előfordulása
Madagaszkár területén honos. Természetes élőhelyei a szubtrópusi vagy trópusi síkvidéki és hegyi esőerdők, valamint vidéki kertek és városias régiók. Vonuló faj.

## Megjelenése
Testhossza 25–28 centiméter. Ennek a fajnak a tollazatán a kék árnyalatai dominálnak, amint azt a neve is sugallja, a nyak és a torok ezüstös kékes szürke. A farok mélyvörös, a fej kék, a sárga szem körüli nagy, piros, csupasz bőrfolt található, lábai pirosak.

## Életmódja
Keveset tudunk a fajról az biztos, hogy gyümölcsökkel táplálkoznak, párban vagy kis csoportokban, de legfeljebb 12 madár alkot egy ilyen csoportot.

## Szaporodása
A fészke egyszerű gallyakból épített, amelyek 6–20 m-re helyezkednek el a fákon, egyetlen tojás rak. 

## Természetvédelmi helyzete
Az elterjedési területe nagy, egyedszáma viszont csökken, de még nem éri el a kritikus szintet. A Természetvédelmi Világszövetség Vörös listáján nem fenyegetett fajként szerepel.